# Зубревичский сельсовет
Зубревичский сельсовет (бел. Зубрэвіцкі сельсавет; до 2004 года — Дубровский) — административная единица на территории Оршанского района Витебской области Республики Беларусь. Административный центр — агрогородок Зубревичи.

## История
29 апреля 2004 года Дубровский сельсовет переименован в Зубревичский.

## Состав
Зубревичский сельсовет включает 14 населённых пунктов:
- Болотовичи — деревня.
- Борейшево — деревня.
- Верховье — деревня.
- Дубровка — деревня.
- Дятлово — деревня.
- Зубревичи — агрогородок
- Казеки — деревня.
- Лисуны — агрогородок.
- Мацново — деревня.
- Мезеново — деревня.
- Прокшино — деревня.
- Туминичи — деревня.
- Химы — деревня.
- Ходулы — деревня.